# Fiterały
Fiterały – widoczne pod mikroskopem części torfu będące szczątkami roślin, które odznaczają się największą odpornością na rozkład. Do podstawowych fiterałów zalicza się:
- liście i części liści,
- szczątki roślinne o różnym kształcie i dobrze widocznej strukturze tkankowej (np. epiderma i martwica korkowa),
- wydłużone utworzy cylindryczne jak fragmenty korzeni i łodyg,
- szczątki bryłowate o słabo zachowanej budowie komórkowej zwidocznym poprzecznym kreskowaniem i tkanką przewodzącą (drewno).

Odrębną grupę fiterałów stanowią składniki torfu powstałe na skutek fuzynizacji, który to proces przebiega w środowisku utleniającym pod wpływem bakterii aerobowych i grzybów. Są to przeważnie substancje zżelifikowane o dużej zawartości pierwiastka C.